# Entre tus jardines
Entre tus jardines (Inglés: Armong Your Gardens) es una canción de Jaguares. Fue lanzada en 2008, como el primer sencillo del disco 45. Esta canción se le acredita a Saúl Hernández como el principal compositor al igual que sus anteriores éxitos musicales.
El sencillo llegó al lugar número 6 en las listas de popularidad en México y Chile, 8 en Costa Rica y 17 en Estados Unidos durante varias semanas consecutivas.

## Lista de canciones

### CD - Promo[5]
| Entre tus jardines — Single |                      |          |  |
| N.º                         | Título               | Duración |  |
| 1.                          | «Entre tus jardines» | 3:09     |  |

## Posiciones en las listas
| Listas (2008)                              | Posición |
| ------------------------------------------ | -------- |
| Estados Unidos Billboard Hot Latin Tracks  | 17       |
| Estados Unidos Billboard Latin Pop Airplay | 20       |
| México Los 40                              | 14       |
| México Spotify Charts                      | 6        |